# Październik 2002

## 2 października2002
- Sąd Najwyższy ostatecznie oczyścił Mariana Jurczyka z zarzutu kłamstwa lustracyjnego.

## 4 października2002
- Poznańska prokuratura skierowała do sądu akt oskarżenia przeciwko płk. Ryszardowi Chwastkowi, byłemu dowódcy 12 Szczecińskiej Dywizji Zmechanizowanej, który w sierpniu 2002 wypowiedział posłuszeństwo ministrowi obrony narodowej Jerzemu Szmajdzińskiemu.

## 6 października2002
- Josemaría Escrivá de Balaguer, założyciel Opus Dei został kanonizowany w Rzymie przez papieża Jana Pawła II. Przy tej okazji powołano do życia projekt Harambee, mający na celu pomoc dla Afryki.

## 7 października2002
- Zostało ogłoszone odkrycie planetoidy (50000) Quaoar, jednej z największych w Układzie Słonecznym.
- Wahadłowiec Atlantis wystartował z misją do Międzynarodowej Stacji Kosmicznej.

## 9 października2002
- Została zarejestrowana Komunistyczna Partia Polski.

## 10 października2002
- Imre Kertész węgierski pisarz żydowskiego pochodzenia otrzymał nagrodę Nobla "za pisarstwo, które wynosi doświadczenia jednostki ponad przeciwieństwa brutalnej historii".
- Jolanta Łazuga-Koczurowska została nowym szefem Monaru po śmierci Marka Kotańskiego.

## 11 października2002
- Rozpoczęło się postępowanie dowodowe w procesie FOZZ.

## 12 października2002
- W mieście Kuta na wyspie Bali dokonano zamachu terrorystycznego na dwa kluby nocne. W wyniku eksplozji samochodów-pułapek zginęły 182 osoby, a ponad 300 zostało rannych.

## 16 października2002
- Gerhard Schröder i Joschka Fischer podpisali umowę koalicyjną.

## 18 października2002
- Wahadłowiec Atlantis zakończył misję do Międzynarodowej Stacji Kosmicznej lądując w Centrum Lotów Kosmicznych imienia Johna F. Kennedy'ego.

## 23 października2002
- Atak na moskiewski teatr na Dubrowce przeprowadzony przez czeczeńskie komando pod przywództwem Mowsara Barajewa. W momencie ataku w teatrze znajdowały się 922 osoby.
- Bogdan Pęk odszedł z Polskiego Stronnictwa Ludowego.

## 26 października2002
- Atak na moskiewski teatr na Dubrowce: W wyniku interwencji rosyjskich służb specjalnych i użycia przez policję gazu obezwładniającego zginęło około 50 terrorystów i 129 zakładników. Według oficjalnych danych żaden z terrorystów nie przeżył.

## 27 października2002
- Wybory samorządowe i pierwsza tura wyborów wójtów, burmistrzów i prezydentów miast.

## 28 października2002
- Nie powiodła się próba odwołania marszałka Sejmu Marka Borowskiego. Wniosek ten poparły tylko kluby Samoobrony, LPR i PiS.